# Haiti patkányvakond
A haiti patkányvakond, vagy más néven hispaniolai patkányvakond (Solenodon paradoxus) az emlősök (Mammalia) osztályának Eulipotyphla rendjébe, ezen belül a patkányvakondfélék (Solenodontidae) családjába tartozó faj.
Családjának és nemének a típusfaja.

## Előfordulása
Hispaniola szigetének mind a két országában Haitiben és a Dominikai Köztársaságban őshonos.

## Alfajai
- Solenodon paradoxus paradoxus Brandt, 1833
- Solenodon paradoxus woodi Ottenwalder, 2001

## Megjelenése
A haiti patkányvakond hasonlít a cickányra, de jóval nagyobb nála. A haiti patkányvakond szőrzete - kubai patkányvakondhoz viszonyítva - durvább, és valamivel sötétebb. Vörösbarna szőrzet fedi testét, a farka, a lába, az orra és a fülei nem ilyen színűek. Mellső lábai fejlettebbek, mint a hátsólábai, de mindegyiken van karom, feltehetően ásásra használja. Testtömege átlagosan 800 gramm, a hímek 1 kilogrammosak is lehetnek. Testhossza 49–72 centiméter, ebből 20-25 centimétert a csupasz, pikkelyezett farok képez. A nyála mérgező.

## Életmódja
A két patkányvakondfaj életmódja és szükségletei tekintetében teljesen megegyezik.. A haiti patkányvakond egy üregi állat. Éjjel aktív. A patkányvakond hosszú orrával és mellső lábainak erős karmocskáival a talajból táplálékát. Gerincteleneket is fogyaszt, még nála nagyobb zsákmányállatokat: kétéltűeket, hüllőket, sőt néha kisebb madarakat fogyaszt. Étrendjét gyümölcsökkel bogyókkal is szívesen kiegészíti. A haiti patkányvakond élettartama fogságban 11 év.

## Szaporodása
Keveset tudunk a haiti patkányvakond párzásáról. Párzási időszaka ismeretlen. A haiti patkányvakond agresszív is tud lenni, a szexuális dominanciáért. A vemhesség 84 napig tart, ennek végén általában 2 kölyöknek ad életet. A kölykök születésükkor átlagosan 40-55grammosak, csupaszok és vakok. 75 napig szopnak.

## Képek

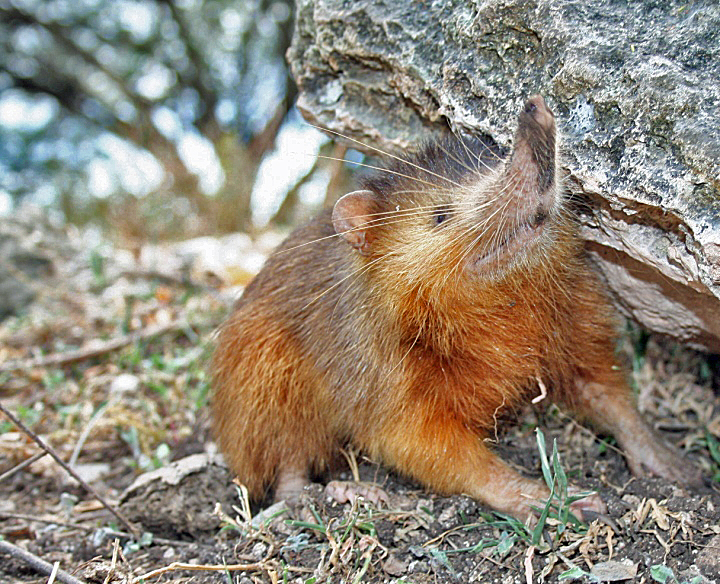
Egy kép egy élő példányról
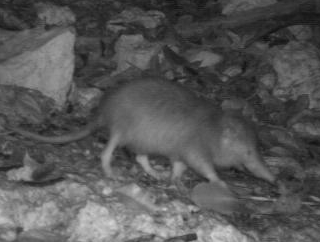
Egy haiti patkányvakond éjszaka

## Természetvédelmi állapota
Az élőhelyének pusztítása fenyegeti, a haiti patkányvakondnak nincs természetes ellensége, a betelepített jávai mongúzok és az elvadult kutyák és macskák a ragadozói. Ezekért az okokért a Természetvédelmi Világszövetség Vörös Listáján a „veszélyeztetett” kategóriában szerepel.